# 托卡里夫卡 (赫爾松區)
46°45′29″N 32°57′38″E / 46.75806°N 32.96056°E

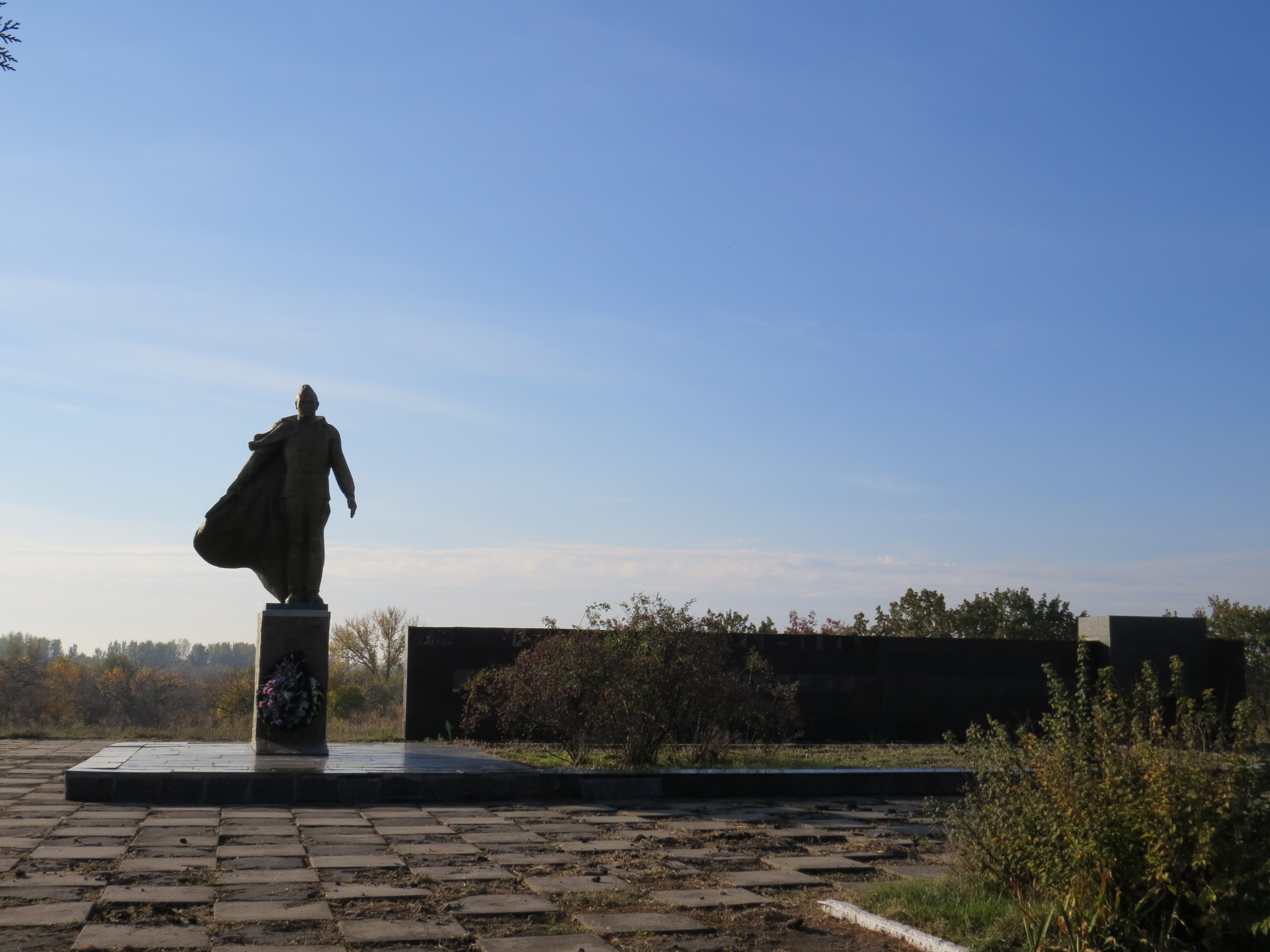
红军烈士墓

托卡里夫卡（烏克蘭語：Токарівка）是烏克蘭南部赫爾松州赫尔松区达尔伊夫卡市镇内的村莊。該村始建於1780年，面積1.49平方公里，海拔高度21米，2001年人口1,354，人口密度每平方公里906.9人。